# Jesse M. Combs
Jesse Martin Combs, född 7 juli 1889 i Center i Texas, död 21 augusti 1953 i Beaumont i Texas, var en amerikansk politiker (demokrat). Han var ledamot av USA:s representanthus 1945–1953.
Combs efterträdde 1945 Martin Dies Jr. som kongressledamot och efterträddes 1953 av Jack B. Brooks.
Combs grav finns på Magnolia Cemetery i Beaumont i Texas.